# Vincent Pelluard
Vincent Adrien Pelluard (Joué-lès-Tours, 3 de mayo de 1990) es un deportista francés que compite para Colombia en ciclismo en la modalidad de BMX. Desde 2018 posee la nacionalidad colombiana, por estar casado con la ciclista Mariana Pajón.
Ganó una medalla de bronce en el Campeonato Mundial de Ciclismo BMX de 2009, en la prueba de cruiser.

## Palmarés internacional
| Representando a Francia |                      |                   |             |
| Campeonato Mundial      |                      |                   |             |
| Año                     | Lugar                | Medalla           | Competición |
| 2009                    | Adelaida (Australia) | Medalla de bronce | Cruiser     |